# E.N.I.
E.N.I. je hrvatski pop sastav iz Rijeke, koji je nastao razlazom jedne skupine pjevača Putokaza. Skupinu čine Elena Tomeček, Nikolina Tomljanović, Iva Močibob i Ivona Maričić. Skupina niz godina djeluje na domaćoj glazbenoj sceni i u tom razdoblju stekla je određenu popularnost kod publike i postigla brojne glazbene uspjehe.

## Povijest sastava
Solistice Elena, Nikolina, Ivona i Iva odlaze iz Putokaza gdje su stekle pjevačko iskustvo i donose odluku da glazbenu karijeru nastave samostalno. Ime sastava nastaje od prvih slova njihovih imena. Prvi puta se pojavljuju u javnosti 1996. godine na albumu Putokazi predstavljaju: E.N.I. i Vivien Galetta. Urbanim pop stilom, scenskim nastupom ali i atraktivnom ženstvenom pojavom, skupina E.N.I. vrlo brzo je stekla veliku popularnost na domaćoj glazbenoj sceni.
Godine 1997. pobijedile su na izboru hrvatske pjesme za pjesmu Europe, popularnoj Dori, nakon čega su otputovale na Eurosong koji se održavao u Dublinu i osvojile 17. mjesto. Za razliku od većine predstavnika Eurovizije, koji su nekoliko godina nakon nastupa nestali s glazbene scene, E.N.I. ostaju prisutne u hrvatskoj glazbenoj industriji zahvaljujući talentiranim izvođačicama i čestim zajedničkim projektima s ostalim glazbenim sastavima, najčešće riječkim.
Iste godine kada su nastupile u Dublinu objavljuju svoj prvi studijski album Probudi me, kojeg izdaje diskografska kuća Orfej. Nastupaju na festivalima kao što su Zadarfest, Arenafest i Splitski festival, gdje osvajaju brojne nagrade, a 1998. godine izdaju svoj drugi studijski album pod nazivom Saten. Materijal je sniman u studiju 'Slyhouse' u Ljubljani, a album je objavila izdavačka kuća Orfej.
Tijekom godina skupina je ostvarila brojne uspješne suradnje s vodećim domaćim glazbenicima poput Nene Belana, Leta 3, Šajete, DJ Fresha i mnogih drugih. Nakon nekoliko godina diskografske pauze u izdanju i produkciji izdavačke kuće Dallas Records, E.N.I. su 9. lipnja 2003. godine objavile svoj treći studijski album nazvan Da Capo (hrv. Od početka). Album donosi deset prepjeva popularnih melodija nastalih na prostorima bivše države od sredine 1960-ih do početka 1980-ih. Materijal je sniman u studiju 'NSK' u Ljubljani, studiju 'Garaža' od Nene Belana u Rijeci, te u studiju 'Mixo Production' u Zagrebu. Producent je bio Iztok Turk (bivši član Videosexa), dok je aranžer bio Jani Hace (Siddartha). Na albumu se kao posebni glazbeni gosti pojavljuju Oliver Dragojević, El Bahattee i skupina Let 3, dok se na samom snimanju albuma pridružio i Neno Belan. U novoj verziji skladbe "Sama" od skupine Cacadou Looka, svoj glazbeni doprinos dali su članovi sastava Laufer, gitarist Vlado Simčić Vava i bubnjar Alen Tibljaš.
Nakon poduže stanke od četiri godine 2007. godine skupina E.N.I. objavljuje svoj sljedeći album pod nazivom Oči su ti ocean. Uz jaku producentsku i aranžersku ekipu među kojima se ističu Dejan Orešković, Neno Belan, Zoran Predin, Dean Radičević, Svadbas, Ivan Bajsar, Naim Ayra, Vava, djevojke se po prvi puta na albumu potpisuju i same kao autorice nekoliko skladbi. Ovaj vrlo uspješan album najavili su singlovi "Oči su ti ocean" i "Traži se dečko". 2007. godine uspjeh prvog singla "Oči su ti ocean", zasluženo im je donio godišnju diskografsku nagradu Porin, za najbolju izvedbu grupe s vokalom, dok su 2008. godine bile nominirane u kategoriji za najbolji pop album godine.
U prosincu 2008. izdaju Best of E.N.I. na kojem su se našli svi najveći hitovi od prvog albuma Probudi me, pa do posljednjeg, Oči su ti ocean. Osim već poznatih skladbi, na albumu se nalaze i dvije potpuno nove pjesme "Polaroid" i "Crna kutija". Obje autorski potpisuje Vlado Simčić Vava, a aranžmane Dejan Orešković ("Polaroid") i Elvis Stanić ("Crna kutija").

## Dora i Eurosong
Skupina E.N.I. 1997. godine nastupa na natjecanju Dora za izbor hrvatske pjesme za pjesmu Eurovizije. Među dvadeset natjecatelja izvele su skladbu "Probudi me" i pobijedile. Osvojile su 170 bodova, dok je drugo plasirani bio Petar Grašo sa skladbom "Idi" i osvojenim 161 bodom. Glazbu i aranžman za skladbu "Probudi me" napisao je Davor Tolja, dok stihove potpisuje Alida Sarar.
Iste godine nastupaju u Dublinu gdje se održavalo natjecanje u Eurosongu. Od 24. natjecatelja, zauzele su 17. mjesto, a pobijedila je skladba "Love Shine A Light", koju je izvela britanska skupina Katrina & The Waves.

## Ostalo
E.N.I. je jedan od rjeđih hrvatskih glazbenih sastava koje su aktivno podržavale ljevičarske i lijevo-liberalne političke opcije i svjetonazore. U predizbornoj kampanji za parlamentarne izbore 2000. zajedno s ostalim, uglavnom rock sastavima, poput Majki podržale su Socijaldemokratsku partiju i ostale stranke opozicije. E.N.I. su također nastupale na trećem gay Prideu u Zagrebu - Zagreb Prideu 2004. kao i u najavama iste manifestacije ističući najpoznatiji slogan gej i lezbijskog pokreta u Hrvatskoj: "Ljubav je ljubav." E.N.I su također obradile prvu mainstream gej pjesmu na Balkanu, popularnu "Retko te viđam sa devojkama" sastava Idoli iz 1980.
Uz to, Ivona Maričić je gostovala kao glavni vokal u pjesmi "Is She Right" na albumu "Just One Thing" (2007) riječke country grupe "Crooks & Straights".

## Diskografija

### Albumi
- 1997. - Probudi me
- 1998. - Saten
- 2003. - Da Capo
- 2007. - Oči su ti ocean
- 2011. - Crna kutija
- 2012. - Ouija feat. Vava

### Kompilacije
- 2008. - Best of E.N.I.